# Cascadas Churchill
Las cascadas Churchill (del inglés: 'Churchill Falls') son unas cascadas que se llaman así por el antiguo Primer ministro del Reino Unido Winston Churchill. Tienen 75 m de alto y se localizan en el río Churchill, en la provincia de Terranova y Labrador, Canadá. A 6,4 km por encima de las cascadas, el río Churchill se estrecha hasta 61 metros y negocia una serie de rápidos antes de caer al cañón MacLean, del que acantilados se alzan varios cientos de pies a ambos lados. El río fluye 19 km a través del cañón a lo largo de una serie de rápidos. La caída total de los rápidos sobre las cascadas principales al final del cañón de MacLean es de 316 metros.
Desde 1970, las aguas del río Churchill han sido apartadas hacia la cercana central hidroeléctrica de Churchill Falls. Hoy el agua fluye hacia abajo en la cascada menos de una vez cada década, durante el deshielo primaveral o en períodos de lluvias excepcionales. La central eléctrica de Churchill Falls tiene la segunda capacidad de generar energía hidroeléctrica de Norteamérica, con 5.428 megavatios instalada, que puede ampliarse hasta los 6.300 megavatios y también es la segunda en tamaño de central eléctrica subterránea después de la estación generadora Robert-Bourassa en Quebec septentrional.
Churchill Falls fueron exploradas por vez primera por los europeos en el año 1839 por John McLean, un comerciante de la Compañía de la bahía de Hudson. MacLean llamó "Hamilton" al río, por el gobernador de Terranova, Sir Charles Hamilton. Las cascadas fueron conocidas como Grand Falls hasta 1965 cuando ambos nombres se cambiaron por río Churchill y Churchill Falls para honrar al anterior primer ministro británico, Sir Winston Churchill.